# Henri Parisot
Henri Parisot, francoski general, * 1881, † 1963.